# クリオ語
クリオ語（Krio）は西アフリカにあるシエラレオネ共和国において、通商言語であり、事実上の国語である。

## 概要
シエラレオネの公用語である英語に現地部族の語源を加えたクレオール英語である。クリオ語話者数はシエラレオネ人口の97%に達しており、クリオ語は特に商取引や社会的対話において、シエラレオネ内の様々な異なる民族を融合している。英語がシエラレオネの唯一の公用語である一方、クリオ語はその英語よりも遥かに広く用いられている。
クリオ語は北アメリカのノバスコシアからの入植者や、ジャマイカのマルーンなど、シエラレオネに入植した様々なアフリカ系の解放奴隷出身者によって持ち込まれた。ガンビア、ナイジェリア、カメルーン、赤道ギニアにもクリオ語話者の小コミュニティが存在する。
クリオ語はピジン言語とは違い、安定した文法構造を持つことから自然言語と引けを取らない確立された言語である。その語彙のほとんどは英語、ヨーロッパ諸言語(特にポルトガル語やフランス語)由来であるが、音韻体型、文法は近隣黒人部族語、特にヨルバ語に近い。クリオ語はナイジェリアピジン語、ジャマイカ・クレオール語に非常に近く、相互理解性がある。